# TVR3
TVR3 — румынский общественный развлекательный телеканал, вещающий совместно с региональными общественными телеканалами. Входит в TVR. Запущен 10 октября 2008 года в 22:00 по Бухаресту. До 6 декабря 2013 цветовое оформление было выдержано в фиолетовых тонах, в указанный выше день основной цвет был изменён на зелёный.
В подчинение Третьего телеканала входят отделения Румынского телевидения в Бухаресте, Клуж-Напоке, Крайове, Яссах, Тыргу-Муреше и Тимишоаре. Основу сетки вещания составляют программы региональных отделений и собственные программы TVR3 на сельскую тематику. Целью телеканала является привлечение внимания общественности к проблемам регионов и сохранению традиционных ценностей.

## Сетка телевещания
Сетка телевещания TVR3 выполнена по принципу комплементарности с сетками других телеканалов Румынского телевидения, делая телеканал уникальным в своём роде. Основу составляют программы, посвящённые различным регионам Румынии: местные информационные программы, ток-шоу, экономические программы, развлекательные передачи, документальные и познавательные фильмы о разных уголках Румынии, спортивные трансляции с чемпионатов разных рангов, а также фильмы на языках национальных меньшинств и многочисленные художественные фильмы. Среди передач выделяются:
- Vocea populară (с рум. — «Глас народа»)
- U Campus
- Descriptio Moldaviae (с рум. — «Описание Молдавии»)
- La pas prin Oltenia (с рум. — «Прогулка по Олтении»)
- Drumuri aproape (с рум. — «Вблизи дороги»)
- Călător în Transilvania (с рум. — «Путешественник в Трансильвании»)
- Ca la mama acasă (с рум. — «Как дома»)
- Reporter Sud (с рум. — «Южный репортёр»)
- Reporter special (с рум. — «Специальный репортёр»)
- Documentar regional (с рум. — «Региональный документ»)

## Критика
- Качество оборудования и стандарты телевещания в разных регионах приводят к искажению как картинки, так и звука: зачастую они просто не соответствуют принятым стандартам TVR3[2].
- Рейтинг телеканала, несмотря на старания сотрудников, не является высоким в деревнях: основной причиной является отсутствие документированного обязательства уведомлять по телефону или электронной почте зрителей о возможных приглашениях на телепрограммы[2].
- 5 декабря 2013 в стране разразился скандал: в прямом эфире TVR3 во время одной из рождественских программ Трансильванский хор исполнил народную песню, в которой призывали к избиению евреев. В ответ на антисемитские лозунги телеканал заявил, что не несёт ответственности за выбор контента, а всю вину возложил на Центр сохранения и продвижения народной культуры из Восточного Клужа[3].